# Kiscsákó
Kiscsákó Orosháza városrésze (exklávéja), mely Nagyszénás és Kondoros között terül el.

## Fekvése
Kiscsákó Orosházától nagyjából 17 kilométerre északkeletre fekszik Nagyszénás és Kondoros között körülbelül félúton.

### Megközelítése
Közúton megközelíthető a 4642-es mellékúton, a Kiscsákó táblánál letérve. Vasúton a Mezőtúr–Orosháza–Mezőhegyes–Battonya-vasútvonal Kiscsákó megállóhelye esik hozzá a legközelebb, az azonban közigazgatásilag még Nagyszénáshoz tartozik.

## Története
Feltételezhetően a terület már az Árpád-korban is lakott volt, első említése viszont csak 1221-ből való. Eredetileg két kis község egyesítésével jött létre:  Ördöngős Hegyese és Csákó Hegyese. Így alakult meg Kéthegyes. Így a településnek az egyesítés után is két temploma és két papja volt.
A középkori Csákó 1596-ban pusztult el. A kicsiny település hamar feledésbe merült, így egy 1720-ban kelt adománylevélből ki is hagyták. A későbbi új szerződés már tartalmazta, ekkor került a birtok Harruckern János György tulajdonába. A területet kettéoszttatta Kis- és Nagy-Csákóra. Kiscsákót ezután csatolták Orosházához, Nagycsákót pedig Kondoros kapta meg. Később a Károlyi család tulajdonába került. Nagycsákó jelenleg is Kondoros külterülete, itt áll a Batthyány–Geist-kastély a kis kápolnával.
Az 1800-as évek második felében került a birtok a Geist-család tulajdonába. Ekkor már a terület lakott volt, lakosai Orosházáról költöztek ki. A település nagyrészt evangélikus lakosokat számlált. Torkos Károly lelkész kérésére 1872. november 17-én nyitotta meg kapuit a Kis-Csákó Ágostai Evangélikus Iskola. Ez az iskola szolgált a későbbiekben az evangélikusok imaházaként is. Nem sokkal később, 1894 és 1895 között felépült a Geist-kastély Gáspártelek majorban. Pár évtizeddel később felépült a kápolna, így újra beköltözött az egyház Csákóra. Az épület 1944-ig szolgált liturgiai célokat felekezeti hovatartozástól függetlenül. Ezután Szent József oltalmába adták és csak a katolikusok használták.
1902-től rendelkezett önálló jegyzői kirendeltséggel. Itt anyakönyvi ügyintézést is le lehetett bonyolítani. Három évvel később már posta is található volt a kis településen.
Lakosainak első, illetve második világháborús szerepléseiről nem sokat tudni. Időközben az államosítás Kiscsákót sem kímélte. A tanyavilága megszűnt, a lakosság az egykori Gáspártelek központba tömörült. Ez a mag képezi a mai napig magát a településrészt. 1945-ben viszont napirendre került Kiscsákó önállósodása. Orosháza először el is fogadta a kiválási tervezetet, azonban a terv így sem sikerülhetett, lévén Kiscsákónak kevés volt a külterülete. Csorvástól akartak egy nagyobb területet megkaparintani, azonban a csorvásiak ezt leszavazták. Így Újcsákó község terve füstbe ment.
1946-ban indult el a második iskola a kastélyban. Ez csökkentette az evangélikus iskola leterheltségét. Az 1973-as körzetesítés miatt viszont bezárt mind az iskola, mind a hivatali kirendeltség.
Az idő előrehaladtával Kiscsákó egyre jobban elnéptelenedett. Miután már 1968-ban megszűnt az evangélikus iskola is, oktatása nem volt a kis falunak. A lakók inkább beköltöztek a közeli Nagyszénásra vagy Kondorosra, esetleg a közigazgatási központba, Orosházára. 2017-re lakosainak száma száz fő alá csökkent.

## Látnivalók
- Geist-kastély
- Szent József-kápolna
- Iskola-emlékmű